# Fotocelltransmitter
Fotocelltransmitter är en apparat för maskinsändning av signaler enligt morsealfabetet. Texten är skriven på en pappersremsa med sicksacklinjer av breda tuschstreck motsvarande morsekoden. Remsan dras av en motor med jämn hastighet förbi en fotocellanordning, där strecken avläses. Signalerna får efter förstärkning styra radiosändare eller motsvarande enheter för trådtelegrafering. Välkonstruerade fotocelltransmittrar kan sända med hastigheter som överträffar vad som är möjligt med mekaniska transmittrar av Creed- eller Wheatstone-typ.
Fotocelltransmittern kom till i USA under andra världskriget, och byggdes i många exemplar av firma McElroy, som grundats av yrkestelegrafisten Ted McElroy.
Efter kriget kom fotocelltransmittrar ut på marknaden som militärt överskott från USA, och svenska Försvarsmakten köpte ett större antal, som användes vid utbildningen av militära telegrafister.
Ett problem med de bläckskrivare som användes vid tillverkningen av remsorna var att de hade alltför lång stigtid, vilket medförde att teckendelen för signal blev något kortare än teckendelen för icke-signal, s.k. spärrad stil. (Korrekta proportioner är att kort teckendel ska vara exkt lika lång som tidsavståndet mellan teckendelar.) Nedanstående figur illustrerar hur tecken med förvanskade proportioner uppstår p.g.a. för lång stigtid i den bläckskrivare, som skrivit tecknen på remsan..
| ──╱███╲──╱████████╲──╱███╲─────── └─┘ └────┘ t₁< t₂ t₁ t₂ Dålig skrivare med lång stigtid |
| ███ ████████ ███ │ │ │ │ │ │ t₁=t₂ ──┘ └──┘ └──┘ └────── Bra skrivare med kort stigtid    |

Felet medförde att hela årsklasser av telegrafister lade sig till med en karakteristisk sändningsstil, och lätt kunde kännas igen av fientlig signalspaning. Av detta kan många intressanta slutsatser dras beträffande sammansättningen av motsidans personal och organisation. Kvaliteten på de morsetecken som transmittern avgav var dessuton kritiskt beroende på inställningen av remsläget över det lilla hål som släppte igenom ljus till fotocellen. Ett illa justerat remsläge vid utbildningen kunde alltså bidra till "inbyggda" sändningsfel hos färdigutbildade telegrafister.
Användning av fotocelltransmittrar vid utbildning av svenska militärtelegrafister fortfor bara några få år och ersattes av transmittrar enligt system creed, som gav bättre teckenkvalitet, men å andra sidan var dyrare att tillverka och krävde mer avancerat finmekaniskt underhåll.